# Мытское сельское поселение
Мы́тское се́льское поселе́ние — муниципальное образование в Верхнеландеховском районе Ивановской области Российской Федерации.
Административный центр — село Мыт.

## Географические данные
- Общая площадь: 207,32 км²
- Расположение: западная часть Верхнеландеховского района
- Граничит:
  - на севере и северо-западе— с Лухским районом
  - на северо-востоке — с Кромским сельским поселением
  - на востоке — с Верхнеландеховским городским поселением
  - на юге на юго-востоке — с Пестяковским районом
  - на юго-западе — с Южским районом
  - на западе — с Палехским районом

## История
Образовано 24 февраля 2005 года, в соответствии с Законом Ивановской области N 48 «О городском и сельских поселениях в Верхнеландеховском муниципальном районе».

## Население
| 2002  | 2010  | 2011  | 2012  | 2013  | 2014  | 2015  |
| ----- | ----- | ----- | ----- | ----- | ----- | ----- |
| 1550  | ↗1624 | ↘1619 | ↘1594 | ↗1640 | ↘1598 | ↘1534 |
| 2016  | 2017  | 2018  | 2019  | 2020  | 2021  |       |
| ↘1500 | ↘1431 | ↘1383 | ↘1333 | ↘1299 | ↘1195 |       |

## Состав сельского поселения
В состав сельского поселения входят 32 населённых пункта:
| №  | Населённый пункт | Тип населённого пункта       | Население |
| -- | ---------------- | ---------------------------- | --------- |
| 1  | Ванино           | деревня                      | ↘10       |
| 2  | Вершиниха        | деревня                      | ↘9        |
| 3  | Войново          | деревня                      | ↘0        |
| 4  | Высоково         | деревня                      | ↘2        |
| 5  | Гоголи           | деревня                      | ↘7        |
| 6  | Грузденик        | деревня                      | ↘5        |
| 7  | Дарьино          | деревня                      | ↘5        |
| 8  | Доново           | деревня                      | ↘5        |
| 9  | Ерово            | деревня                      | ↘0        |
| 10 | Задняя           | деревня                      | ↘11       |
| 11 | Затюлех          | деревня                      | ↘0        |
| 12 | Иваньково        | деревня                      | ↘21       |
| 13 | Игнатовка        | деревня                      | ↘2        |
| 14 | Исаково          | деревня                      | ↘5        |
| 15 | Кашино           | деревня                      | ↘0        |
| 16 | Князьково        | деревня                      | ↘42       |
| 17 | Кобелята         | деревня                      | ↘2        |
| 18 | Козицыно         | деревня                      | ↘18       |
| 19 | Криковская       | деревня                      | ↘29       |
| 20 | Малахово         | деревня                      | ↘0        |
| 21 | Мартыново        | деревня                      | ↘0        |
| 22 | Мишино           | деревня                      | ↘3        |
| 23 | Муромка Малая    | деревня                      | ↘0        |
| 24 | Мыт              | село, административный центр | ↗1121     |
| 25 | Паршуково        | деревня                      | ↘18       |
| 26 | Сахарово         | деревня                      | ↘0        |
| 27 | Серково          | деревня                      | ↘36       |
| 28 | Старилово        | деревня                      | ↗226      |
| 29 | Терешата         | деревня                      | ↘0        |
| 30 | Хмелино          | деревня                      | ↘9        |
| 31 | Чихачево         | деревня                      | ↘37       |
| 32 | Юрино            | деревня                      | ↘1        |

## Местное самоуправление
Администрация сельского поселения находится по адресу: 155200 Ивановская область, Верхнеландеховский район, село Мыт ул.Советская, 45.
Глава администрации — А.Г.Худяков .